# AR-10
ArmaLite AR-10 — бойова гвинтівка калібру НАТО 7,62×51 мм, розроблена Юджином Стоунером наприкінці 1950-х років і виготовлена компанією ArmaLite (на той час — підрозділом Fairchild Aircraft). Перший варіант AR-10 представлений у 1956 році, використовувала інноваційну комбінацію прямолінійної конструкції ствола з фенольним композитом, нову запатентовану газову систему затвора та раму, а також ковані зі сплаву деталі, завдяки чому стрілецька зброя могла значно легше управляти автоматичним вогнем була у понад 450 грамів легшою, ніж інші піхотні гвинтівки того часу. За час виробництва, оригінальна AR-10 була виготовлена відносно невеликою кількістю у менше ніж 10 000 гвинтівок. Однак, у майбутньому ArmaLite AR-10 стане прабатьком широкого спектру вогнепальної зброї.
У 1957 році базова конструкція AR-10 була змінена та суттєво модифікована компанією ArmaLite для розміщення патрона .223 Remington і отримала позначення ArmaLite AR-15.
У 1959 році ArmaLite продала свої права на AR-10 і AR-15 компанії Colt's Manufacturing Company через фінансові труднощі та обмеження пов'язані з нестачею робочої сили та виробничих потужностей. Після модифікацій, нову оновлену гвинтівку (AR-15) згодом було прийнято на озброєння американських військових як M16.

## Історія
На початку 1950-х Стоунер розробив нову систему газовідводу, яка відрізнялася від сучасних відсутністю газового поршня: порохові гази впливали безпосередньо на затворну раму. У 1954 році він розробив гвинтівку AR-10 на базі цієї схеми, і через рік вона надійшла до військових випробувань. Військові чини не проявили ентузіазму по відношенню до розробки Стоунера, а на озброєння в 1957 році поступила гвинтівка M14, що за іронією долі поступилася згодом місцем як загальновійськова стрілецька зброя автоматній гвинтівці M16, яка практично повністю повторює конструкцію AR-10.
До 1960 року Armalite здійснювала дрібносерійне виробництво даної гвинтівки, також ліцензія була передана арсеналу нідерландського міста Заандам. AR-10 перебували на озброєнні Португалії (1960—1976 роки), Судана (1958—1985 роки) та ще кількох країн, а також застосовувалися в ході низки локальних конфліктів.
У подальшому на основі AR-10 був розроблений автомат M16, що перебуває на озброєнні США і ряду інших країн і до цього дня, а в 1980-х почалося виробництво модернізованої гвинтівки для ринків цивільної та поліцейської зброї.

## Опис
За конструкцією AR-10 аналогічна до ранніх зразків AR-15/M16. Автоматика заснована на відводі порохових газів з каналу ствола, що приводять у рух затворну раму. Ствол замикається поворотом затвора. Ручка заряджання знаходиться над ствольною коробкою під ручкою для перенесення.
УСМ — куркового типу, трипозиційний запобіжник—перемикач режимів розташований на лівій стороні зброї над пістолетним руків'ям і передбачає ведення вогню одиночними пострілами та безперервними чергами (на цивільних самозарядних варіантах перекладач двопозиційний). Досилач затвора відсутній. Є затворна затримка.
Ствольна коробка складається з верхньої та нижньої половинок, що кріпляться за допомогою двох поперечних штифтів. Прицільне пристосування складається з мушки, розташованої в основі газової камери, та цілика, вбудованого в ручку для перенесення. Фурнітура виконана з ударостійкої пластмаси.

## Варіанти
Оригінальні гвинтівки:
- Варіант для ЗС Португалії випускався в Нідерландах і відрізнявся укороченою цівкою з виїмками для сошок, перед яким встановлювався металевий кожух ствола з перфорацією;
- Варіант для спеціальних підрозділів ЗС Судану відрізнявся використанням радянського проміжного патрона 7,62 × 39 мм.

Модернізовані варіанти, випущені після 1980-х:
- AR-10B — варіант, що відрізняється від AR-10 використанням деяких конструктивних елементів від M16 (прицільне пристосування, полум'ягасник, пістолетна рукоятка, а також кріплення цівки до ресівера з використанням підпружиненого кільця).
- AR-10A2 — фактично самозарядний варіант M16 під патрон 7,62×51 мм НАТО.
- AR-10A2C — варіант AR-10A2 з укороченим до 488 мм стволом і телескопічним прикладом.
- AR-10A4 SPR (англ. Special Purpose Rifle — гвинтівка спеціального призначення) — варіант AR-10A2 з планкою Пикатинни замість інтегрованої рукоятки для перенесення. Додаткова планка для встановлення знімною стійки мушки також розташована на вузлі газовідводу. Є варіант під мисливський патрон .243 Winchester (6,2 × 52 мм).
- AR-10A4C — варіант з укороченим стволом і телескопічним прикладом.
- AR-10 (T) — снайперський варіант AR-10A4 зі стволом поліпшеної обробки, циліндричним цівкою, що кріпиться до ресивера за допомогою підпружиненого кільця зміненої конструкції, модернізованим УСМ.
- AR-10 (T) Ultra Mag — варіант AR-10 (T) під патрон .300 Remington Short Action Ultra Mag.
- AR-10 SuperSASS — варіант AR-10 (T) з різьбою для встановлення глушника, газовим регулятором, цівкою ArmaLite Floating Rail System і зміненим прикладом.

## Виробництво

### Україна
Восени 2012 р. стало відомо про плани підприємства «Зброяр» налагодити виробництво AR-10 та AR-15 на київському заводі «Маяк» під назвою MZ-10 та MZ-15 відповідно (MZ можливо свідчить про спільне виробництво Mayak-Zbroyar). 85 % деталей карабіна Z-10 підприємство «Зброяр» виробляє самостійно, на своїх потужностях. Завдяки власному виробництву повністю забезпечені потреби у ствольних коробках, затворах, затворних рамах, а також у цівках і елементах газової системи.
Крім того, підприємством «Зброяр» налагоджений випуск аналогів AR-10 та AR-15 під назвою Zbroyar Z-10 та Z-15 відповідно.